# 精矿站
精矿站（韓語：정광역）是朝鮮民主主義人民共和國平安北道义州郡的一個鐵路車站，属于德岘线。

## 邻近车站
德岘线
水镇站 - 精矿站 - 德岘站